# Gymnocalycium marsoneri
Gymnocalycium marsoneri ist eine Pflanzenart in der Gattung Gymnocalycium aus der Familie der Kakteengewächse (Cactaceae). Das Artepitheton marsoneri ehrt den argentinischen Kakteensammler Oreste Marsoner.

## Beschreibung
Gymnocalycium marsoneri wächst einzeln mit graugrünen bis kupferfarbenen, niedergedrückt kugelförmigen Trieben, die bei Durchmessern von bis zu 14 Zentimetern Wuchshöhen von bis zu 7 Zentimeter erreichen. Die neun bis 21 flachen Rippen sind gerundet und gekerbt. Die etwa sieben geraden bis etwas zurückgebogenen, hellbraunen Dornen werden im Alter dunkler. Sie sind 2 bis 3 Zentimeter lang.
Die gelblich weißen bis weißen Blüten erreichen eine Länge von 3 bis 3,5 Zentimeter und einen Durchmesser von 3 bis 4,5 Zentimeter. Die kugelförmigen bis etwas eiförmigen Früchte sind purpurfarben oder rot oder bläulich grün.

## Verbreitung, Systematik und Gefährdung

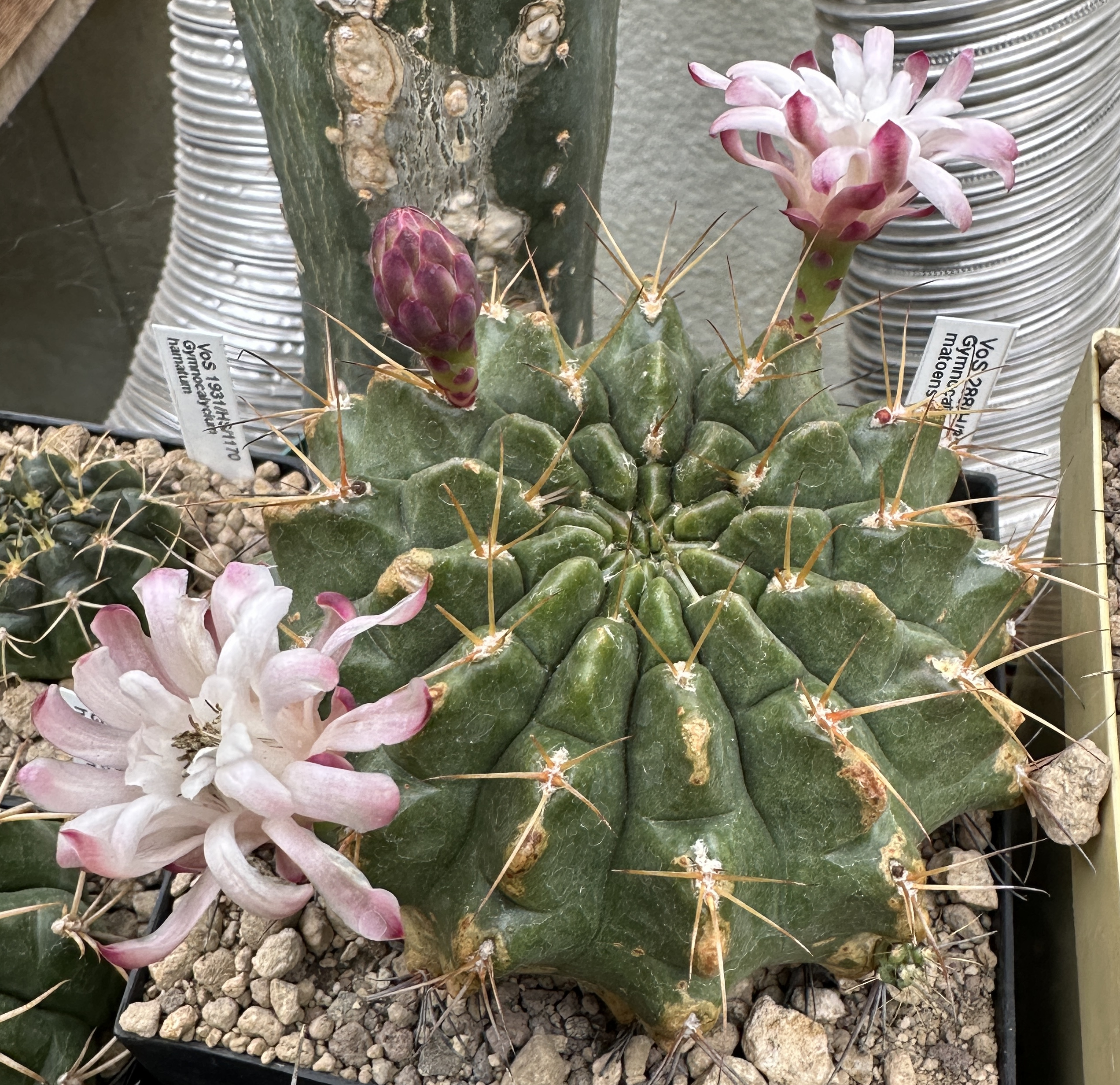
Gymnocalycium marsoneri subsp. matoense

Gymnocalycium marsoneri ist im Südwesten Brasiliens, in Paraguay, im Süden Boliviens sowie im Norden Argentiniens in Höhenlagen von 500 bis 1500 Metern verbreitet.
Die Erstbeschreibung erfolgte 1957 durch Yoshi Itô. Ein nomenklatorisches Synonym ist Gymnocalycium delaetii subsp. marsoneri (Frič ex Y.Itô) H.Till & Amerh. (2008).
Es werden folgende Unterarten unterschieden:
- Gymnocalycium marsoneri subsp. marsoneri
- Gymnocalycium marsoneri subsp. matoense (Buining & Brederoo) P.J.Braun & Esteves
- Gymnocalycium marsoneri subsp. megatae (Y.Itô) G.J.Charles

In der Roten Liste gefährdeter Arten der IUCN wird die Art als „Least Concern (LC)“, d. h. als nicht gefährdet geführt.

## Nachweise